# Intèrpret

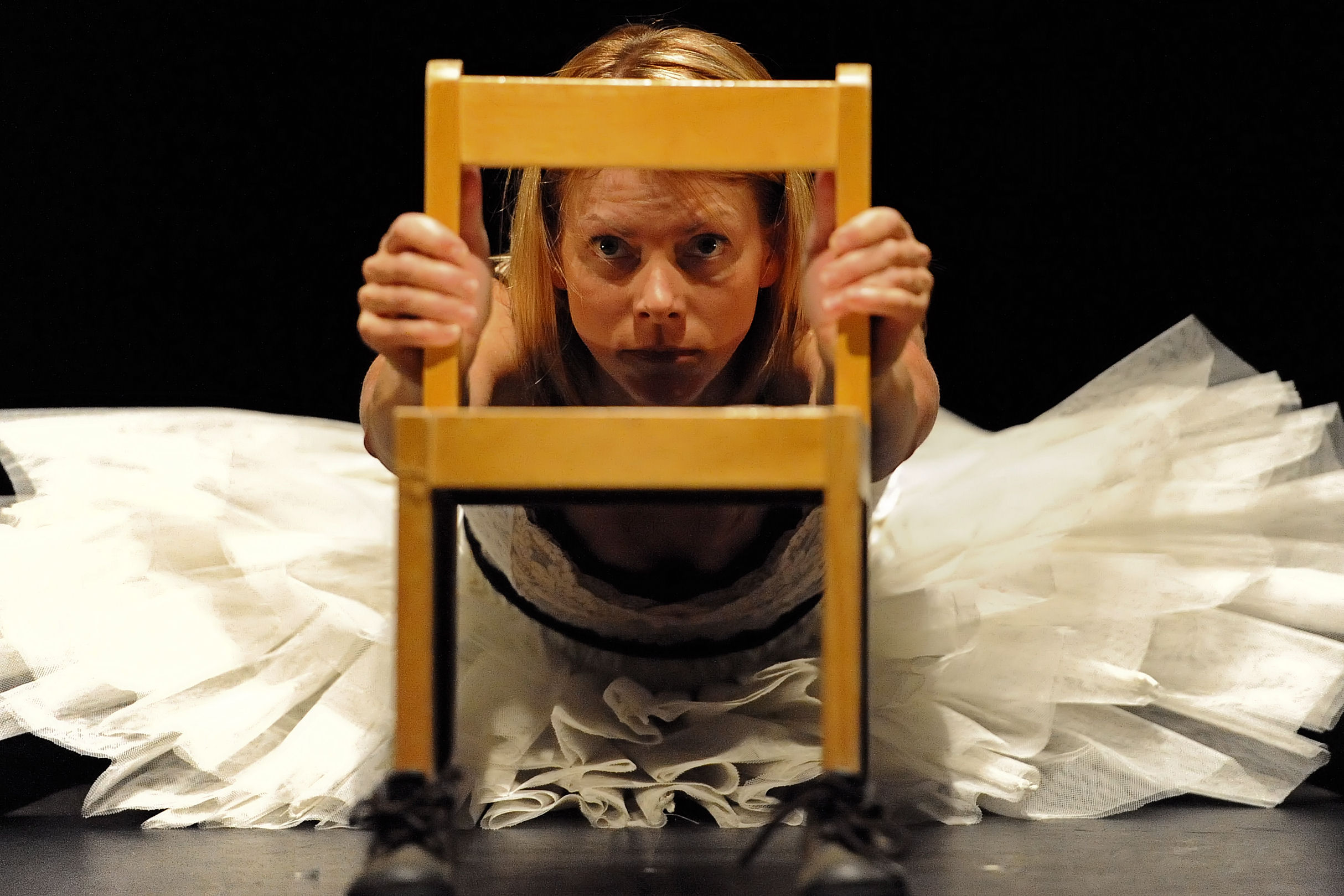
Una intèrpret en un espectacle de l'any 2010

Un intèrpret és un artista que aporta el seu propi cos, i a través d'ell la veu, el gest i el moviment, en l'execució de la comunicació dramàtica d'una ficció presentada en carn i os devant d'un auditori. L'espectacle dramàtic és el seu objecte creatiu, la seva obra d'art, i a més del o dels intèrprets pot haver-hi en escena també un conjunt heterogeni d'elements escènics, inclosos la il·luminació, el so (que pot ser música, veu en off i altres efectes sonors diversos), les projeccions, l'escenografia, els objectes accessoris, el vestuari, la perruqueria, el maquillatge i les màscares.
A les arts audiovisuals els intèrprets són actors. En les arts escèniques poden ser intèrprets pluridisciplinars o, segons l'espectacle, poden estar especialitzats en alguna disciplina o gènere, com per exemple actors, ballarins, mims, clowns, acròbates, cabareteres, cantants, músics, etc. L'espectacle en les arts escèniques es diferencia de les obres d'altres tipus d'arts en el fet que hi ha almenys un intèrpret humà que hi participa en carn i os, i un destinatari col·lectiu humà que físicament és present en el moment de la transmissió comunicativa.
Més àmpliament, un intèrpret és tota aquella persona quan està realitzant un acte d'interpretació de la realitat o d'una ficció, per exemple estudiant el significat d'un signe o traduint-lo a un altre signe. Els signes poden ser imatges, paraules, obres d'art, restes arqueològiques, etc.

## Música
En el terreny de la música, un intèrpret produeix o executa els sons d'una composició musical, i ho fa atenent a unes variables que concorren en la interpretació i que en bona part són específiques de cada estil i de cada gènere. La major part dels elements que concorren en la feina que fa l'intèrpret s'articulen de maneres molt diferents en cada una de les grans tradicions musicals; a les societats occidentals hi ha grans diferències entre la música clàssica i la música popular.

### Intèrprets vocals i instrumentals
Un intèrpret tant ho pot ser de música vocal com de música instrumental. En el primer cas, aquest(a) intèrpret canta i, segons els contextos rebrà el nom de cantant, cantaire o
cantor. Específicament, en el terreny del flamenc rep el nom de cantaor o cantaora, un terme que no s'acostuma a traduir.
En la música clàssica, els i les cantants acostumen a ser denominats amb el tipus i tessitura de veu que executen: soprano, mezzosoprano, contralt, en el cas de veus femenines i tenor, baríton i baix en el de les masculines.
En la música popular se l'anomena, més sovint, simplement cantant. En el món del RAP acostuma a emprar-se la denominació anglesa de rapper.
Pel que fa a la música instrumental, la denominació genèrica és la d'instrumentista. Normalment se'ls coneix amb un denominador que parteix del nom de l'instrument que toquen i la terminació o sufix -ista: pianista, guitarrista, organista, etc. Amb tot hi ha algunes excepcions com graller -qui toca la gralla- o timbaler. També, en altres casos se'ls anomena directament amb el nom de l'instrument que toquen: un bateria, un viola, etc. Fins i tot en casos en què s'usa la primera forma esmentada: un trompa, per un trompista.

### Intèrprets individuals i col·lectius
Un intèrpret tant pot ser individual com col·lectiu. En el cas dels intèrprets col·lectius acostumen a portar noms que els identifiquen com a grups, com una manera que prengui relleu el grup enfront de les individualitats que el componen. En són exemples les orquestres, les bandes, els quartets de corda en el terreny de la música clàssica, o els grups de pop o de rock, o els orfeons en el de la popular. En el món del jazz, en canvi, és més habitual que el líder del grup formi el conjunt segons les conveniències de la seva música i el grup adopti el nom d'aquest intèrpret que sovint és, a la vegada el director i possiblement l'autor d'una part dels temes que interpreten.
En tots els casos d'intèrprets col·lectius la interpretació està coordinada per una persona que hi actua com a director, que acaba essent l'intèrpret individual en qui recau la responsabilitat última de la interpretació col·lectiva.
La d'intèrpret constitueix una de les més importants professions de la música, la qual cosa no vol pas dir que tot siguin professionals. Hi ha una gran activitat d'interpretació musical en el terreny amateur, tant vocal com instrumental. Aquest aspecte a vegades es reflecteix en la nomenclatura, de manera que la denominació de cantaire es prefereix en el món no professional.